# Vražda v Planet Expressu
Vražda v Planet Expressu je 24. díl 7. řady amerického animovaného seriálu Futurama. Ve Spojených státech měl premiéru 21. srpna 2013 na stanici Comedy Central a v Česku byl poprvé vysílán 13. ledna 2015 na Prima Cool.

## Děj
Mezi členy posádky Planet Expressu vznikne velká nedůvěra a navzájem se začnou obviňovat z různých věcí a nastraží na sebe skryté kamery. Profesor Farnsworth proto pošle svou posádku na týdenní teambuildingovou akci, aby se zlepšila spolupráce posádky. Leela dostane za úkol zastavit vesmírnému stopaři. Onen vesmírný stopař se však promění v nestvůru, sežere lektora McMasterse, vleze do ventilace a odpojí proud na celé vesmírné lodi. Profesor posádku nažene do bezpečného lodního úkrytu, který se ale přestane zásobovat kyslíkem. Profesor proto posádku rozdělí do tří týmů: Hermes a Zoidberg mají za úkol roztočit větrák, Amy Leela přinést kormidlo a Fry a Bender zažehnout motor. Všechny dvojice si zpočátku stále nevěří, ale navzájem si pomůžou, splní svůj úkol a začnou si navzájem věřit. Profesor následně posádce sdělí, že žádná stvůra nikdy nebyla a že to celé je jenom cvičení spolupráce. Jenže to nebyl profesor, kdo to posádce oznámil, nýbrž stvůra, která se za profesora přeměnila a sežrala Hermese. Opravdového profesora sežere stvůra přeměněná za Amy a stvůra přeměněná za Zoidberga sežere Zoidberga. Leela se rozhodne každému dát zbraň, aby mohli se stvůrou bojovat. Leelu sežere stvůra přeměněná za Frye. Stvůra se následně přemění v Bendera, ale s ušima, čehož si všimne Amy, ale než stačí cokoliv udělat stvůra ji také sežere. Zůstali už jen Fry a Bender, kteří si po krátké konverzaci začali navzájem důvěřovat, že ani jeden z nich momentálně není přeměněná stvůra. Jakmile řeknou, že si věří, přijde k nim lektor McMasters a poblahopřeje jim, že si důvěřují a sdělí jim, že žádná stvůra neexistuje a že nikoho ve skutečnosti nezabila. Fry a Bender mu ale nevěří a zastřelí ho, avšak následně se potvrdí, že mluvil pravdu, když k nim přijdou všichni členové posádky.

## Kritika
Zack Handlen z The A.V. Club dal tomuto dílu známku B+. Max Nicholson z IGN označil díl za „skvělý“, ohodnotil jej 8,8 body z 10 a uvedl, že „díl obsahoval humor a zároveň měl a jednu z nejlepších dějových linek za poslední dobu“.
Lewis Morton byl za svůj scénář k tomuto dílu nominován na 66. ročník ocenění Writers Guild of America za nejlepší scénář k animovanému příběhu.